# 《间谍之桥》获奖名单
《间谍之桥》是斯蒂芬·斯皮尔伯格执导、马克·查曼与科恩兄弟编剧的2015年历史法律惊悚片，以冷战为背景，根据1960年U-2擊墜事件及其影响展开。汤姆·汉克斯扮演律师詹姆士·唐納文，负责谈判争取用法庭定罪的克格勃间谍魯道夫·阿貝爾（马克·里朗斯饰）换回被俘的美国飞行员弗朗西斯·加里·鲍尔斯（奥斯汀·斯托维尔饰）。出演本片的另外几位主要演员包括亞倫·艾達、塞巴斯蒂安·科赫、艾米·瑞恩。
电影2015年10月4日在第53届纽约电影节首映，再经華特迪士尼工作室電影安排10月16日起在美国和加拿大2800多家电影院全面上映，最后以四千万美元摄制预算取得超1.65亿美元全球票房。评论汇总网站爛番茄共收集本片309篇评论，认可度达九成。影片获众多荣誉肯定，里朗斯的演技尤得青睐。
《间谍之桥》获第88屆奧斯卡金像獎最佳影片等六项提名，里朗斯拿下最佳男配角奖。影片在第69届英国电影学院奖角逐入围九项，最后同样是里朗斯夺得最佳男配角奖。澳大利亞影視藝術學院獎、紐約影評人協會、伦敦影评人协会、多伦多影评人协会、温哥华影评人协会均授予他最佳男配角奖，另有金球獎和美國演員工會獎提名。美国电影学会与國家評論協會均把本片列入2015年十大佳片。

## 荣誉
| 机构                    | 颁奖日期       | 奖项                     | 提名人                                                              | 结果 | 参考          |
| ----------------------- | -------------- | ------------------------ | ------------------------------------------------------------------- | ---- | ------------- |
| 澳大利亞影視藝術學院獎  | 2015年12月9日  | 最佳国际男配角           | 马克·里朗斯                                                         | 獲獎 | [ 10 ]        |
| 奥斯卡金像奖            | 2016年2月28日  | 最佳影片                 | 克里斯蒂·麦克斯科·克里格、马克·普拉特、斯蒂芬·斯皮尔伯格            | 提名 | [ 6 ] [ 11 ]  |
| 奥斯卡金像奖            | 2016年2月28日  | 最佳男配角               | 马克·里朗斯                                                         | 獲獎 | [ 6 ] [ 11 ]  |
| 奥斯卡金像奖            | 2016年2月28日  | 最佳原著剧本             | 马克·查曼、科恩兄弟                                                 | 提名 | [ 6 ] [ 11 ]  |
| 奥斯卡金像奖            | 2016年2月28日  | 最佳原创配乐             | 湯瑪斯·紐曼                                                         | 提名 | [ 6 ] [ 11 ]  |
| 奥斯卡金像奖            | 2016年2月28日  | 最佳艺术指导             | 艺术指导：亚当·斯托克豪森；室内装饰：伯恩哈德·亨利希、瑞纳·迪安基洛 | 提名 | [ 6 ] [ 11 ]  |
| 奥斯卡金像奖            | 2016年2月28日  | 最佳音效                 | 德鲁·库宁、安迪·尼尔森、加里·里德斯特罗姆                           | 提名 | [ 6 ] [ 11 ]  |
| 女性电影记者联盟        | 2016年1月13日  | 最佳男配角               | 马克·里朗斯                                                         | 提名 | [ 12 ]        |
| 美国电影学会            | 2015年12月16日 | 年度十大佳片             | 《间谍之桥》                                                        | 獲獎 | [ 8 ]         |
| 美国电影摄影协会        | 2016年2月14日  | 最佳院线电影摄影         | 亞努斯·卡明斯基                                                     | 提名 | [ 13 ]        |
| 藝術指導工會            | 2016年1月31日  | 最佳时代片艺术指导       | 亚当·斯托克豪森                                                     | 提名 | [ 14 ]        |
| 波士頓影評人協會        | 2015年12月6日  | 最佳男配角               | 马克·里朗斯                                                         | 獲獎 | [ 15 ]        |
| 英国电影学院奖          | 2016年2月14日  | 最佳影片                 | 克里斯蒂·麦克斯科·克里格、马克·普拉特、斯蒂芬·斯皮尔伯格            | 提名 | [ 7 ]         |
| 英国电影学院奖          | 2016年2月14日  | 最佳男配角               | 马克·里朗斯                                                         | 獲獎 | [ 7 ]         |
| 英国电影学院奖          | 2016年2月14日  | 最佳导演                 | 斯蒂芬·斯皮尔伯格                                                   | 提名 | [ 7 ]         |
| 英国电影学院奖          | 2016年2月14日  | 最佳原创剧本             | 马克·查曼、科恩兄弟                                                 | 提名 | [ 7 ]         |
| 英国电影学院奖          | 2016年2月14日  | 最佳电影配乐             | 托马斯·纽曼                                                         | 提名 | [ 7 ]         |
| 英国电影学院奖          | 2016年2月14日  | 最佳摄影                 | 雅努什·卡明斯基                                                     | 提名 | [ 7 ]         |
| 英国电影学院奖          | 2016年2月14日  | 最佳剪辑                 | 迈克尔·卡恩                                                         | 提名 | [ 7 ]         |
| 英国电影学院奖          | 2016年2月14日  | 最佳艺术指导             | 亚当·斯托克豪森、伯恩哈德·亨利希、瑞纳·迪安基洛                     | 提名 | [ 7 ]         |
| 英国电影学院奖          | 2016年2月14日  | 最佳音效                 | 德鲁·库宁、理查德·姆尼斯、安迪·尼尔森、加里·里德斯特罗姆            | 提名 | [ 7 ]         |
| 美国选角协会            | 2016年1月21日  | 大成本剧情片类           | 埃伦·路易斯、凯特·斯普兰斯                                          | 提名 | [ 16 ]        |
| 芝加哥影评人协会        | 2015年12月16日 | 最佳原创剧本             | 马克·查曼、科恩兄弟                                                 | 提名 | [ 17 ]        |
| 芝加哥影评人协会        | 2015年12月16日 | 最佳男配角               | 马克·里朗斯                                                         | 提名 | [ 17 ]        |
| 美国音效工会            | 2016年2月20日  | 最佳真人电影音效         | 《间谍之桥》                                                        | 提名 | [ 18 ]        |
| 评论家选择电影奖        | 2016年1月17日  | 最佳影片                 | 克里斯蒂·麦克斯科·克里格、马克·普拉特、斯蒂芬·斯皮尔伯格            | 提名 | [ 19 ]        |
| 评论家选择电影奖        | 2016年1月17日  | 最佳导演                 | 斯蒂芬·斯皮尔伯格                                                   | 提名 | [ 19 ]        |
| 评论家选择电影奖        | 2016年1月17日  | 最佳男配角               | 马克·里朗斯                                                         | 提名 | [ 19 ]        |
| 评论家选择电影奖        | 2016年1月17日  | 最佳原创剧本             | 马克·查曼、科恩兄弟                                                 | 提名 | [ 19 ]        |
| 评论家选择电影奖        | 2016年1月17日  | 最佳艺术指导             | 亚当·斯托克豪森、瑞纳·迪安基洛                                      | 提名 | [ 19 ]        |
| 达拉斯—沃斯堡影评人协会 | 2015年12月14日 | 最佳男配角               | 马克·里朗斯                                                         | 第二 | [ 20 ]        |
| 意大利电影金像奖        | 2016年4月18日  | 最佳外国片               | 《间谍之桥》                                                        | 獲獎 | [ 21 ]        |
| 帝國獎                  | 2016年3月20日  | 最佳惊悚片               | 《间谍之桥》                                                        | 提名 | [ 22 ]        |
| 佛罗里达影评人协会      | 2015年12月23日 | 最佳男配角               | 马克·里朗斯                                                         | 提名 | [ 23 ]        |
| 俄罗斯金鹰奖            | 2017年1月27日  | 最佳外语片               | 《间谍之桥》                                                        | 提名 | [ 24 ]        |
| 金球獎                  | 2016年1月10日  | 最佳电影男配角           | 马克·里朗斯                                                         | 提名 | [ 25 ]        |
| 金预告片奖              | 2016年5月4日   | 最佳剧情片预先片         | 《站得住的人》                                                      | 提名 | [ 26 ]        |
| 金预告片奖              | 2016年5月4日   | 最佳剧情片电视预告片     | 《站得住的人国际版》                                                | 獲獎 | [ 26 ]        |
| 好萊塢電影獎            | 2015年11月1日  | 好莱坞摄影奖             | 雅努什·卡明斯基                                                     | 獲獎 | [ 27 ]        |
| 好萊塢電影獎            | 2015年11月1日  | 好莱坞音效奖             | 加里·里德斯特罗姆                                                   | 獲獎 | [ 27 ]        |
| 休斯顿影评人协会        | 2016年1月9日   | 最佳男配角               | 马克·里朗斯                                                         | 提名 | [ 28 ]        |
| 伦敦影评人协会          | 2016年1月17日  | 年度男配角               | 马克·里朗斯                                                         | 獲獎 | [ 29 ]        |
| 洛杉磯影評人協會        | 2015年12月6日  | 最佳男配角               | 马克·里朗斯                                                         | 第二 | [ 30 ]        |
| 电影音效剪辑师          | 2016年2月27日  | 最佳英语长片对白音效剪辑 | 理查德·姆尼斯、加里·里德斯特罗姆、布莱恩·查姆尼、史蒂夫·斯兰奈克    | 獲獎 | [ 31 ]        |
| 國家評論協會            | 2015年12月1日  | 十大佳片                 | 《间谍之桥》                                                        | 獲獎 | [ 9 ]         |
| 國家影評人協會          | 2016年1月3日   | 最佳男配角               | 马克·里朗斯                                                         | 獲獎 | [ 32 ]        |
| 紐約影評人協會          | 2015年12月2日  | 最佳男配角               | 马克·里朗斯                                                         | 獲獎 | [ 33 ]        |
| 纽约在线影评人协会      | 2015年12月6日  | 最佳男配角               | 马克·里朗斯                                                         | 獲獎 | [ 34 ]        |
| 在线影评人协会          | 2015年12月13日 | 最佳男配角               | 马克·里朗斯                                                         | 提名 | [ 35 ]        |
| 美國製片人協會          | 2016年1月23日  | 最佳院线电影制片人       | 克里斯蒂·麦克斯科·克里格、马克·普拉特、斯蒂芬·斯皮尔伯格            | 提名 | [ 36 ]        |
| 聖地牙哥影評人協會      | 2015年12月14日 | 最佳男配角               | 马克·里朗斯                                                         | 提名 | [ 37 ]        |
| 旧金山影评人协会        | 2015年12月13日 | 最佳男配角               | 马克·里朗斯                                                         | 提名 | [ 38 ]        |
| 旧金山影评人协会        | 2015年12月13日 | 最佳艺术指导             | 亚当·斯托克豪森、瑞纳·迪安基洛、伯恩哈德·亨利希                     | 提名 | [ 38 ]        |
| 卫星奖                  | 2016年2月21日  | 最佳影片                 | 克里斯蒂·麦克斯科·克里格、马克·普拉特、斯蒂芬·斯皮尔伯格            | 提名 | [ 39 ]        |
| 卫星奖                  | 2016年2月21日  | 最佳导演                 | 斯蒂芬·斯皮尔伯格                                                   | 提名 | [ 39 ]        |
| 卫星奖                  | 2016年2月21日  | 最佳原创剧本             | 马克·查曼、科恩兄弟                                                 | 提名 | [ 39 ]        |
| 卫星奖                  | 2016年2月21日  | 最佳艺术指导             | 亚当·斯托克豪森、伯恩哈德·亨利希、瑞纳·迪安基洛                     | 獲獎 | [ 39 ]        |
| 卫星奖                  | 2016年2月21日  | 最佳剪辑                 | 迈克尔·卡恩                                                         | 提名 | [ 39 ]        |
| 土星獎                  | 2016年6月22日  | 最佳惊悚片               | 《间谍之桥》                                                        | 獲獎 | [ 40 ]        |
| 美國演員工會獎          | 2016年1月30日  | 最佳男配角               | 马克·里朗斯                                                         | 提名 | [ 41 ]        |
| 圣路易斯影评人协会      | 2015年12月21日 | 最佳男配角               | 马克·里朗斯                                                         | 提名 | [ 42 ]        |
| 多伦多影评人协会        | 2015年12月14日 | 最佳男配角               | 马克·里朗斯                                                         | 獲獎 | [ 43 ]        |
| 温哥华影评人协会        | 2015年12月21日 | 最佳男配角               | 马克·里朗斯                                                         | 獲獎 | [ 44 ] [ 45 ] |
| 视觉效果工会            | 2016年2月2日   | 最佳实景长片辅助视觉效果 | 《间谍之桥》                                                        | 提名 | [ 46 ]        |
| 美国编剧工会奖          | 2016年1月13日  | 最佳原创剧本             | 马克·查曼、科恩兄弟                                                 | 提名 | [ 47 ]        |